# Тест Глейзера
Тест Глейзера — статистический тест, позволяющий оценить наличие (отсутствие) гетероскедастичности (определённого вида) случайных ошибок регрессионной (эконометрической) модели.
Тест основан на следующей модели возможной зависимости стандартного отклонения случайной ошибки {\displaystyle \sigma _{t}} модели от некоторого фактора {\displaystyle z_{t}}:
{\displaystyle \sigma _{t}=\alpha +\beta z_{t}^{\gamma }+u_{t}}
Нулевая гипотеза заключается в равенстве коэффициента {\displaystyle \beta } нулю (отсутствие гетероскедастичности данного вида). Если в тесте отвергается нулевая гипотеза, то гетероскедастичность данного вида признаётся статистически значимой. Если нулевая гипотеза не отвергается, то, скорее всего, гетероскедастичности данного вида нет в модели (однако, это не исключает возможность гетероскедастичности другого вида).

## Процедура теста
С помощью обычного МНК оценивается исходная регрессионная модель
{\displaystyle y_{t}=x_{t}^{T}b+\varepsilon _{t}}
и находятся остатки регрессии {\displaystyle e_{t}}.
Далее для различных значений {\displaystyle \gamma } (обычно начинают с {\displaystyle \pm 0.5,\pm 1,...}) оценивается (также с помощью обычного МНК) вспомогательная регрессия:
{\displaystyle |e_{t}|=\alpha +\beta z_{t}^{\gamma }+u_{t}}
Для каждого значения {\displaystyle \gamma } проверяется статистическая значимость коэффициента {\displaystyle \beta } с помощью стандартного критерия Стьюдента или эквивалентного ему в данном случае F-теста на значимость вспомогательной регрессии в целом. Если для некоторых {\displaystyle \gamma } коэффициент {\displaystyle \beta } признаётся значимым (тестовая статистика больше критического значения), то гетероскедастичность данного вида признаётся значимой и выбирается модель с тем значением {\displaystyle \gamma }, для которого коэффициент {\displaystyle \beta } наиболее значим (с наибольшим значением тестовой статистики).